# Joseph Desimpel

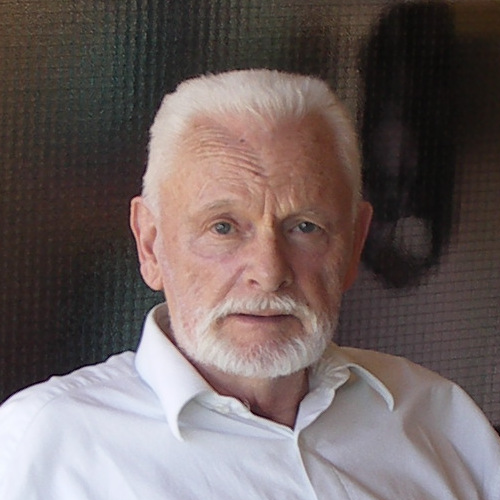
Joseph Desimpel

Joseph Desimpel (Roeselare, 1927 - Torhout, 2017) was een Belgische kunstschilder en tekenaar. 

## Biografie
Hij studeerde aan de Koninklijke Academie en het Nationaal Hoger Instituut voor Schone Kunsten in Antwerpen van 1945 tot 1954 (samen met Marcella Agnes Decreus waarmee hij samenleefde van 1945 tot zijn overlijden). Hij was leraar aan de Stedelijke Academie voor Schone Kunsten in Roeselare van 1955 tot 1991. Een deel van die tijd was hij ook leraar aan het Vrij Technisch Instituut in Izegem, waar hij een belangrijke rol speelde in het opstarten van het Schoenmuseum (collectie nu ondergebracht in Eperon d'Or). 
In zijn kinderjaren leek hij op weg naar een bestaan als arbeider (zijn vader was dakwerker), maar een schoolinspecteur ontdekte zijn artistiek talent en bracht hem in contact met prof. Severin, die hem zou opleiden tot houtgraveerder. Intussen volgde hij ook lessen in de stedelijke academie in Roeselare, waar hij zijn levensgezellin leerde kennen. Na de Tweede Wereldoorlog trok hij samen met haar naar Antwerpen. De eerste jaren van zijn loopbaan als kunstenaar leefde hij van diverse karweien, bijvoorbeeld als illustrator van twee boeken van De Rode Ridder (onder de naam Jan de Simpele). Eind 1954 ging hij in een zwaar beschadigd huis op de Kluisberg wonen (in Orroir). In 1964 ging hij in Roeselare wonen (waar hij les gaf), en in 1994 ging hij in Torhout inwonen bij het gezin van zijn dochter, die kinderarts was in het plaatselijke ziekenhuis.
Hij schilderde naar schatting een honderdtal doeken, waarvan hij er tientallen uit de hand verkocht heeft (zonder ooit een lijst van schilderijen en kopers op te maken). Hij ondertekende deze vaak met de naam "desimpele" ("ondertekende" in de zin dat die naam ergens in het schilderij opduikt). Een 60-tal van deze doeken en een groot aantal tekeningen zijn nog in het bezit van zijn familie. Deze zijn te bezichtigen op de website "Galerie Desimpele".